# Euploca polyphylla
Euploca polyphylla är en strävbladig växtart som först beskrevs av Johann Georg Christian Lehmann, och fick sitt nu gällande namn av J.I.M.Melo och Semir. Euploca polyphylla ingår i släktet Euploca och familjen strävbladiga växter. Inga underarter finns listade i Catalogue of Life.